# Pinanga glauca
Pinanga glauca là loài thực vật có hoa thuộc họ Arecaceae. Loài này được Ridl. miêu tả khoa học đầu tiên năm 1917.